# کریستیان زاتس
کریستیان زاتس (آلمانی: Christian Zeitz؛ زادهٔ ۱۸ اکتبر ۱۹۸۰) بازیکن هندبال اهل آلمان است.
وی همچنین برندهٔ جوایزی همچون برگ بوی نقره‌ای شده‌است.